# Groove Elation
Groove Elation är ett musikalbum av John Scofield utgivet 1995 av Blue Note Records.

## Låtlista
Alla låtar är skrivna av John Scofield.
1. "Lazy" – 4:46
2. "Peculiar" – 6:33
3. "Let the Cat Out" – 5:35
4. "Kool" – 4:49
5. "Old Soul" – 5:21
6. "Groove Elation" – 6:50
7. "Carlos" – 7:28
8. "Soft Shoe" – 6:06
9. "Let It Shine" – 6:04
10. "Bigtop" – 6:33

Total tid: 58:05

## Medverkande
- John Scofield — el & akustisk gitarr
- Larry Goldings — orgel, piano
- Dennis Irwin — bas
- Idris Muhammad — trummor
- Don Alias — percussion
- Howard Johnson — tuba, basklarinett, barytonsaxofon
- Steve Turre — trombon
- Billy Drewes — tenorsaxofon, flöjt
- Randy Brecker — trumpet, flygelhorn